# Det' lige det
"Det' lige det" ("É precisamente isso") foi a canção dinamarquesa no Festival Eurovisão da Canção 1984, interpretada em dinamarquês pelos Hot Eyes.
O referido tema tinha letra de Keld Heick, música de Søren Bundgaard e foi orquestrada por Henrik Krogsgaard.
A canção dinamarquesa foi a décima a ser interpretada na noite do festival, a seguir à canção "Terminal 3", irlandesa interpretada por Linda Martin e antes da canção holandesa "Ik hou van jou", interpretada por Maribelle. No final da votação, recebeu um total de 101 pontos e classificou-se em 4.º lugar, entre 19 participantes.
A canção é cantada através da perspetiva de uma mulher esperando pelo seu amado. Ela diz-lhe que a sua presença faz brilhar consideravelmente o dia e que não devia de ter medo de amá-la, como ele parecia ter. Na final dinamarquesa, Kirsten Siggard atirou o outro elemento da banda (Søren Bundgaard) para a piscina e por esse motivo a canção recebeu no seu país a alcunha de "A canção da piscina".
Esta canção teve uma versão em inglês, lançada como lado B do single da canção em dinamarquês, com o título "Waiting in the rain". O duo também lançou uma versão em alemão intitulada " "Mit dir will ich zusammen sein"